# Bitwa pod Vindonissą
Bitwa pod Vindonissą – starcie zbrojne, które miało miejsce w 298 roku w trakcie walk Rzymian z Alamanami. 
Do bitwy pomiędzy Rzymianami i Alamanami doszło na terenie dzisiejszego miasta Windisch AG w kantonie Argowia w Szwajcarii. Starcie zakończyło się zwycięstwem oddziałów rzymskich dowodzonych przez cesarza Konstancjusza I Chlorusa. Wynik bitwy na wiele lat zapewniło spokój na rzymskiej granicy na rzece Ren. 